# Saint-Sauveur (Isère)
Saint-Sauveur is een plaats in Frankrijk, gelegen in het departement Isère in de regio Auvergne-Rhône-Alpes. De gemeente telde 2.108 inwoners op 1 januari 2022.

## Geografie
De oppervlakte van Saint-Sauveur bedroeg op 1 januari 2022 9,42 vierkante kilometer; de bevolkingsdichtheid was toen 223,8 inwoners per km².

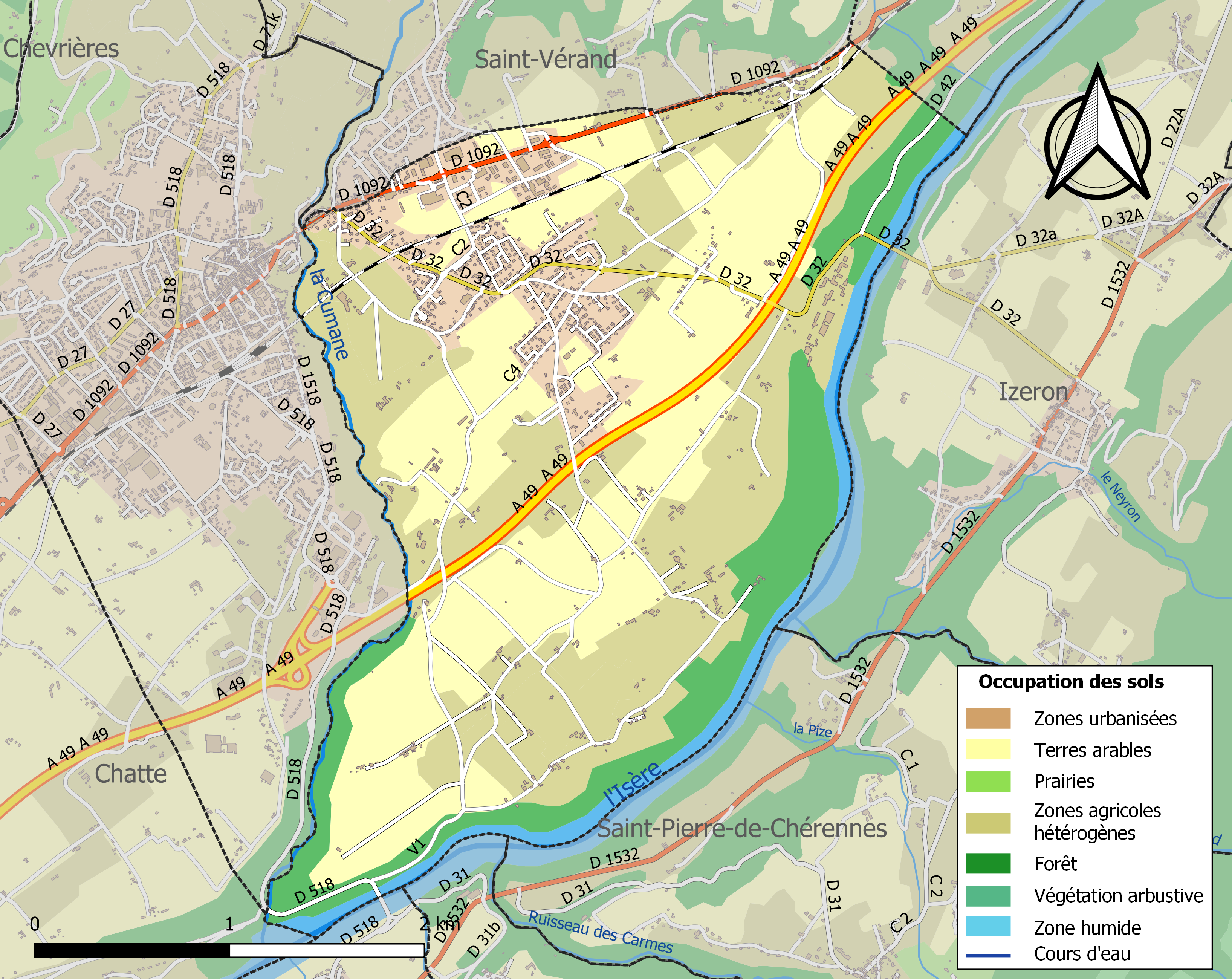
Kaart van de gemeente met de belangrijkste infrastructuur, bodemgebruik en omliggende gemeenten

## Demografie
Onderstaande figuur toont het verloop van het inwoneraantal van Saint-Sauveur vanaf 1962.